# Carlos Gabriel Rodríguez
Carlos Gabriel Rodríguez Orantes (Panama, 12 aprile 1990) è un ex calciatore panamense, di ruolo difensore.